# IPPC

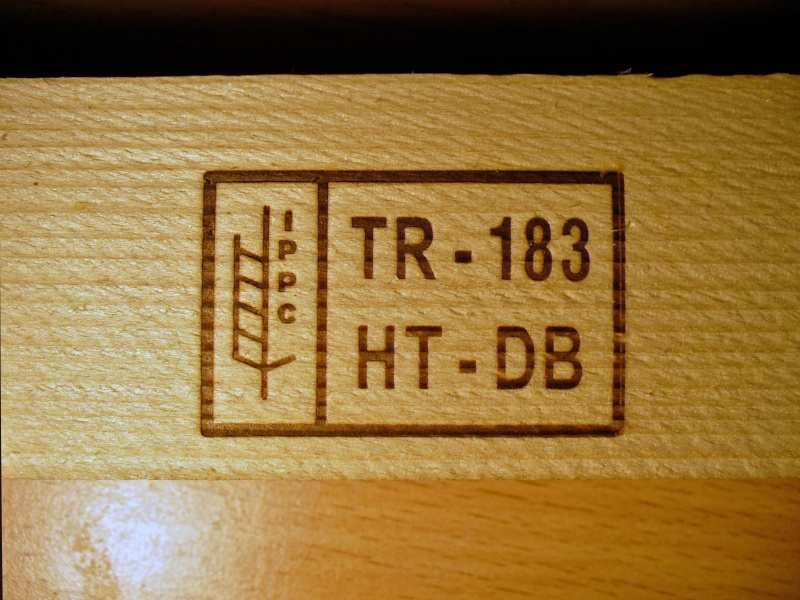
IPPC-logo op hout

De IPPC-richtlijn of richtlijn 1996/61/EC staat voor Integrated Pollution Prevention and Control, geïntegreerde preventie en bestrijding van verontreiniging. Ze maakt deel uit van het Europese milieurecht. Ze bestaat uit een set regels om industriële installaties te controleren. De richtlijn werd gecodifieerd in richtlijn 2008/1/EG. Ze is in 2010, samen met een aantal andere richtlijnen inzake industriële emissies, vervangen door de "RIE", de Richtlijn van 24 november 2010 inzake industriële emissies (geïntegreerde preventie en bestrijding van verontreiniging). De IPPC-richtlijn wordt ingetrokken op 7 januari 2014. Deze nieuwe richtlijn 2010/75/EU combineert en verbetert de bepalingen van de IPPC-richtlijn en van richtlijnen betreffende de verontreiniging door de titaandioxide-industrie, de verbranding van afval, de emissies van grote stookinstallaties, en de emissies van vluchtige organische stoffen.

## Inleiding
Het doel van de richtlijn is het minimaliseren van de vervuiling afkomstig van verschillende industriële bronnen in de Europese Unie. Installaties die vallen onder Annex 1 van de richtlijn zijn verplicht om een toestemming te vragen van de autoriteiten in de EU. De IPPC-richtlijn dekt ongeveer 52.000 installaties in de EU.
Er is sinds 1999 een verplichting voor nieuwe installaties (of bij grote veranderingen van bestaande installaties) de vereisten van de IPPC-richtlijn op te volgen. Andere installaties (dus bestaande installaties die nog niet vergund waren voor deze richtlijn) zijn verplicht hiermee in orde te zijn tegen 30 oktober 2007.
Er wordt verwacht dat de IPPC-richtlijn in de komende jaren opgenomen zal worden in de richtlijn inzake industriële emissies (voorlopig akkoord van de Raad van de Europese Unie van 25 juni 2009).

## Algemene principes
De IPPC-richtlijn is gebaseerd op verschillende principes. 
1. een geïntegreerde aanpak
2. toepassing van de beste beschikbare technieken (Best Available Techniques of kortweg "BAT")
3. flexibiliteit
4. publieke participatie

Deze principes worden als volgt omschreven:
1. Geïntegreerde aanpak betekent dat de toelating de volledige milieuperformantie van het bedrijf dekt, dus zowel lucht, water en bodememissies, het opwekken van afval, het gebruik van grondstoffen, energie-efficiëntie, geluid, voorkomen van ongevallen, het restaureren van de site na sluiting. Het doel van de richtlijn is een hoog niveau van bescherming van het milieu te bereiken als een geheel.
2. De vergunningsvoorwaarden (waaronder emissiegrenswaarden) worden gebaseerd op de beste beschikbare technieken (BAT), zoals gedefinieerd in de richtlijn. Om de overheden te helpen, organiseert de commissie overleg tussen experten van de lidstaten, de industrie en milieuorganisaties. Dit overleg wordt gecoördineerd door het Europese IPPC Bureau van het Instituut voor Studies voor Prospectieve Technologie in het EU Joint Research Center in Sevilla (Spanje). Dit resulteert in de publicaties van BAT reference documents (BREFs). De samenvatting hiervan wordt vertaald in de taal van de lidstaten.
3. De IPPC richtlijn bevat elementen van flexibiliteit door de lokale overheden mogelijkheid te geven om de vergunningsvoorwaarden aan de lokale omstandigheden aan te passen, met name:
  1. De technische karakteristieken van de installaties
  2. De geografische locatie
  3. De lokale milieufactoren
4. De richtlijn verzekert dat het publiek recht heeft om te participeren, het wordt mee betrokken in het beslissingsproces, en wordt geïnformeerd over de gevolgen van de beslissing. Het publiek heeft toegang tot:
  1. De vergunningsaanvragen
  2. De vergunning
  3. De gemonitorde, uitgestoten stoffen
  4. Het Europees polluent release and transfer register (PRTR), een register waarin de emissies van de verschillende industrieën bijgehouden worden

## IPPC-bedrijf
Een IPPC-bedrijf is een bedrijf dat onder de IPPC-richtlijn vergunningsplichtig is. In Vlaanderen wordt dit in VLAREM II aangeduid met een X. Dit zijn veelal de bedrijven die het milieu sterk kunnen belasten. Er zijn enkele honderdtallen van deze bedrijven in Vlaanderen. Voorbeelden van IPPC-bedrijven zijn onder meer afvalverbrandingsinstallaties met een capaciteit van meer dan 3 ton per uur, chemische installaties voor de fabricage van gehalogeeneerde koolwaterstoffen of intensieve pluimveehouderijen met meer dan 40.000 plaatsen voor pluimvee.